# 에키노디움속
에키노다움속(Echinodium)은 털깃털이끼목에 속하는 이끼 속의 하나이다. 에키노다움과(Echinodiaceae)의 유일속이다.

## 하위 종
- Echinodium hispidum
- Echinodium prolixum
- Echinodium renauldii
- Echinodium setigerum
- Echinodium spinosum
- Echinodium umbrosum